# Larry Niven
Laurence van Cott Niven (ur. 30 kwietnia 1938 w Los Angeles) – amerykański pisarz science fiction i fantasy.
W 1962 ukończył matematykę na Uniwersytecie Washburn w Kansas.
Debiutował w 1964 utworem The Coldest Place. W 1967 otrzymał nagrodę Hugo za opowiadanie Neutron Star. Jego najbardziej znaną książką jest Pierścień (tytuł oryginalny Ringworld, 1970). Książka ta otrzymała nagrody Hugo, Locusa oraz Nebuli.
Poza powieściami i opowiadaniami, Niven napisał również scenariusze do seriali telewizyjnych, między innymi do Star Trek: Seria animowana.

### Cykl „Poznany kosmos” (Known Space)
- World of Ptavvs (1966)
- A Gift from Earth (1968)
- Neutron Star (krótkie formy, 1968)
- The Shape of Space (krótkie formy, 1969)
- Protector (1973, nominacja do nagrody Hugo i Locus[1])
- Tales of Known Space: The Universe of Larry Niven (krótkie formy, 1975)
- The Long ARM of Gil Hamilton (krótkie formy, 1976)
- The Patchwork Girl (1980)
- Crashlander: The Collected Tales of Beowulf Shaeffer (krótkie formy, 1994)

### Cykl „Ringworld - Flota Światów” „Preludium Pierścienia” (Ringworld Prequel series)
- Flota Światów (Fleet of Worlds 2007, razem z Edwardem M. Lernerem(inne języki))
- Żongler Światów (Juggler of Worlds 2008, razem z Edwardem M. Lernerem)
- Niszczyciel Światów (Destroyer of Worlds 2009, razem z Edwardem M. Lernerem)
- Betrayer of Worlds (2010, razem z Edwardem M. Lernerem)
- Fate of Worlds: Return from the Ringworld (2012, razem z Edwardem M. Lernerem) – pozycja jest również uważana za koniec cyklu Pierścień.

Pierwsze 4 książki są prequelami cyklu Pierścień, zaś ostatnia jest jego sequelem. Dodatkowo pozycja Fate of Worlds: Return from the Ringworld jest również uważana za koniec cyklu Pierścień.

### Cykl „Pierścień” (Ringworld)
- Pierścień (Ringworld, 1970)
- Budowniczowie Pierścienia (The Ringworld Engineers, 1979)
- Tron Pierścienia (The Ringworld Throne, 1996)
- Dzieci Pierścienia (Ringworld’s Children, 2004)

### Antologie opowiadań Man-Kzin Wars
- The Man-Kzin Wars (1988) z Poulem Andersonem i Deanem Ingiem
- Man-Kzin Wars II (1989) z Deanem Ingiem, Jerrym Pournelle’em i S.M. Stirlingiem
- Man-Kzin Wars III (1990) z Poulem Andersonem, Jerrym Pournelle’em i S.M. Stirlingiem
- Man-Kzin Wars IV (1991) z Gregiem Bearem, Donaldem M. Kingsburym i S.M. Stirlingiem
- Man-Kzin Wars V (1992) z Jerrym Pournelle’em, S.M. Stirlingiem i Thomasem T. Thomasem
- Man-Kzin Wars VI (1994) z Gregorym Benfordem, Donaldem M. Kingsburym i Markiem O. Martinem
- Man-Kzin Wars VII (1995) z Gregorym Benfordem, Paulem Chafe’em, Halem Colebatchem i Markiem O. Martinem
- Man-Kzin Wars VIII Choosing Names (1998) z Halem Colebatchem, Jean Lamb, Paulem Chafe’em i Warrenem W. Jamesem
- Man-Kzin Wars IX (2002) z Poulem Andersonem, Paulem Chafe’em i Halem Colebatchem
- Man-Kzin Wars X: The Wunder War (2003) z Halem Colebatchem
- Man-Kzin Wars XI (2005) z Halem Colebatchem i Matthew Josephem Harringtonem
- Man-Kzin Wars XII (2009) z Matthew Josephem Harringtonem, Paulem Chafe’em i Halem Colebatchem
- Man-Kzin Wars XIII (2012) z Aleksem Hernandezem, Jane Lindskold, Charlesem E. Gannonem, Halem Colebatchem i Davidem Bartellem
- Man-Kzin Wars XIV (2013)
- Man-Kzin Wars XV (2019)

### Pozostałe
- All the Myriad Ways (krótkie formy, 1971)
- The Flying Sorcerers (1971, razem z Davidem Gerroldem(inne języki))
- The Flight of the Horse (krótkie formy, 1973)
- Inconstant Moon (krótkie formy, 1973)
- A Hole in Space (krótkie formy, 1974)
- Pyłek w Oku Boga (The Mote in God’s Eye, 1974; współautor Jerry Pournelle) – pol. wyd. Vesper 2024, ISBN 978-83-7731-492-0
- A World Out of Time (1976)
- Inferno (1976, razem z Jerrym Pournelle’em)
- Lucifer’s Hammer (1977, razem z Jerrym Pournelle’em)
- The Magic Goes Away (1978)
- Convergent Series (krótkie formy, 1979)
- Park marzeń (Dream Park 1981, razem ze Stevenem Barnesem(inne języki))
- Oath of Fealty (1981, razem z Jerrym Pournelle’em)
- The Magic May Return (1981)
- The Descent of Anansi (1982, razem ze Stevenem Barnesem)
- Całkowe drzewa (The Integral Trees 1984)
- More Magic (krótkie formy, 1984)
- Niven's Laws (krótkie formy, 1984)
- Footfall (1985, razem z Jerrym Pournelle’em)
- Berserker Base (1985, razem z Poulem Andersonem, Edwardem Bryantem(inne języki), Stephenem R. Donaldsonem, Fredem Saberhagenem, Connie Willis oraz Rogerem Zelaznym)
- Limits (krótkie formy, 1985)
- The Smoke Ring (1987)
- Dziedzictwo Heorotu (The Legacy of Heorot, 1987, razem z Jerrym Pournelle’em i Stevenem Barnesem)
- The Barsoom Project (1989, razem ze Stevenem Barnesem)
- N-Space (krótkie formy, 1990)
- Achilles' Choice (1991, razem ze Stevenem Barnesem)
- Playgrounds of the Mind (krótkie formy, 1991)
- Fallen Angels (1991, razem z Jerrym Pournelle’em, Michaelem Flynnem(inne języki), Nagroda Prometeusza) ISBN 0-7434-3582-6 Wersja elektroniczna dostępna pod adresem Baen Free Library.
- The California Voodoo Game (1992, razem ze Stevenem Barnesem)
- Green Lantern: Ganthet's Tale (1992, komiks – razem z Johnem Byrne’em, dostępny również w Polsce, pod tym samym tytułem)
- The Gripping Hand (1994, razem z Jerrym Pournelle’em)
- Dzieci Beowulfa (Beowulf's Children, 1995, razem z Jerrym Pournelle’em i Stevenem Barnesem, znane również w wydaniu brytyjskim pod tytułem The Dragons of Heorot)
- Flatlander (krótkie formy, 1995)
- Three Books of Known Space (1996)
- Droga przeznaczenia (Destiny’s Road 1997)
- Rainbow Mars (1999)
- Miasto pożogi (The Burning City 2000, z Jerrym Pournelle’em, wyd. polskie MAG 2001),
- Saturn's Race (2000, razem ze Stevenem Barnesem)
- Scatterbrain (krótkie formy, 2003)
- Burning Tower (2005)
- Building Harlequin's Moon (2005, z Brendą Cooper(inne języki))
- Escape from Hell (2009)
- The Moon Maze Game (2011, ze Stevenem Barnesem)
- The Secret of Black Ship Island (2012, ze Stevenem Barnesem i Jerrym Pournelle’em)
- Bowl of Heaven (2012, z Gregorym Benfordem)
- Lucifer’s Anvil or Samael's Forge (2013, z Jerrym Pournelle’em)
- The Goliath Stone (2013, z Matthew Josephem Harringtonem(inne języki))
- Shipstar (2014, z Gregorym Benfordem)
- The Seascape Tattoo (2016, ze Stevenem Barnesem)